# 堀川ダム
堀川ダム（ほっかわダム）は、福島県西白河郡西郷村真船にある、一級河川阿武隈川水系堀川に建設されたダムである。

## 概要
堀川総合開発事業の一環として、洪水調節・河川維持・上水道を目的に建設され、2000年に竣工した。ダム堤体のロックフィル材は、下流の芝原地区や追原地区の農地に堆積している阿武隈川の旧河床砂礫が使用されている。ダム天端は、徒歩でのみ通行可。ダム直下は芝生が広がる広大な公園になっており、減勢工の直近までの接近が可能である。ダム管理所にてダムカードの配布が行われている。

## その他
- 下流には柴原浄水場が設置され、白河市や西白河郡、東白川郡の町村の上水道水源として利用されており、1日あたり最大21,310立方メートルを供給している。2001年より白河地方水道用水供給企業団によって供給が開始され、2012年の組合統合により現在は白河地方広域市町村圏整備組合によって運営されている。
- 毎年多くの小学生の社会科見学を受け入れており、白河市、西白河郡や東白川郡の各町村といった上水道供給地域周辺の学校に通う小学4年生の児童が足を運ぶ。